# D・A・ペネベイカー
ドン・アラン・ペネベイカー（Donn Alan Pennebaker、1925年7月15日 - 2019年8月1日）は、アメリカのドキュメンタリー映画監督。アカデミー名誉賞（第85回）受賞者。
ダイレクト・シネマ（Direct Cinema）/シネマベリテの先駆者の一人でもある。彼が取り上げる主なテーマとしては、ポップ・ミュージックを中心としたパフォーミング・アートや政治が挙げられる。「ペニー」の愛称で親しまれた。

## 来歴・人物
1925年7月15日、イリノイ州エバンストンに生まれる。
1960年代初期にリチャード・リーコック、ロバート・ドリューと共に「ドリュー・アソシエイツ」を設立した。しかし1963年、彼とリーコックは自分達のプロダクションを設立するために「ドリュー・アソシエイツ」を去った。
のちに妻クリス・ヘジダスと仕事をともにするようになる。ヘジダスと設立した会社「ペネベイカー・ヘジダス・フィルムズ」は、影響力のあるドキュメンタリーを多く製作している。
彼の作品は時に『ペネベイカー・ドキュメンタリーズ』と呼ばれ、ハンディカメラで撮影され、出来事の「シンプル」な描写に徹している。原則的にインタビューとボイスオーバーナレーションを避けて製作された。
2019年没。享年94歳。

### ゴダールとの共同製作映画『ワン・アメリカン・ムービー』
1960年代初期、ペネベイカーはフランス・パリに滞在中、シャイヨ宮のシネマテーク・フランセーズでヌーヴェルヴァーグの映画作家ジャン＝リュック・ゴダールと出会った。この時映画を共同製作する話が持ちあがり、ゴダールは即座に準備することが可能でペネベイカーもリーコックもすぐ撮影にとりかかるつもりであったが、共同製作は結局頓挫してしまった。
数年後、ゴダールのオファーで再び話が持ちあがる。今回はアメリカの公共テレビ局PBSも出資に合意した。ヴェトナム反戦運動や五月革命がパリで起きたようにカリフォルニア州でも起きる、というゴダールの主張で、アメリカのバークレーやニューヨークで撮影が行われた。
この映画は当初ゴダールにより『One A.M.』というタイトルがつけられたが、その後『One P.M.』ないしは『1PM』に改題されて1972年に公開された。日本ではゴダールがつけたタイトルを訳した『ワン・アメリカン・ムービー』という名で知られているが未公開である。

## 主な作品
- プライマリー Primary（1960年） - 撮影・録音
- ドント・ルック・バック Dont Look Back（1967年、撮影：1965年、出演：ボブ・ディラン）
- モンタレー・ポップ フェスティバル'67 Monterey Pop（1968年、撮影：1967年）
- Rock N Roll Music（1969年、出演：チャック・ベリー）
- Keep On Rockin' （1969年、出演：リトル・リチャード）
- ワン・アメリカン・ムービー One A.M.（1PM）（1971年、撮影：1968年、共同監督：ジャン＝リュック・ゴダール）
- スウィート・トロント Sweet Toronto（1971年、撮影：1969年）
- Company（1971年）
- ジギー・スターダスト Ziggy Stardust and the Spiders from Mars（1973年、主演：デヴィッド・ボウイ）
- Town Bloody Hall（1979年）
- DeLorean（1981年、主演：ジョン・デロリアン〔John DeLorean〕）
- ジミ・ヘン&オーティス ライブ・アット・モンタレー Jimi Plays Monterey（1986年、主演：ジミ・ヘンドリックス）
- 101（1989年、主演：デペッシュ・モード）
- クリントンを大統領にした男  The War Room（1993年）
- Woodstock Diary（1994年）
- Moon over Broadway（1997年）
- Down from the Mountain（2000年）
- ソウル・サヴァイヴァー Only the Strong Survive（2003年）
- Elaine Stritch: At Liberty（2004年） - エレーン・ストリッチ（Elaine Stritch）の肖像
- Rebirth（未公開）
- Eat the Document（未公開、撮影：1966年、出演：ボブ・ディラン）
- Al Franken: God Spoke（2006年）
- ツアー65再訪 65 Revisited（2007年、出演：ボブ・ディラン） - 『ドント・ルック・バック』のアウト・テイクから編集された、1時間のドキュメンタリー。アメリカでは単体のDVDでリリース。日本では『ドント・ルック・バック』のDVD初回限定特典として封入された。

### 出演
- ボブ・ディラン ノー・ディレクション・ホーム No Direction Home: Bob Dylan（2005年、監督：マーティン・スコセッシ） - インタビュー出演。